# Magdalena Wróbel
Pour les articles homonymes, voir Wróbel.
Magdalena Wróbel (née le 13 décembre 1975 à Sopot, Pologne) est un mannequin polonais surtout connue comme l'image de Wonderbra et pour sa participation à Victoria's Secret.

## Biographie
Magdalena commença le mannequinat à quinze ans, ayant été remarquée par un photographe de sa région. À dix-huit ans, elle concourait pour le Supermodel of the World de l'agence Ford de 1993 et fut seconde derrière Michelle Behennah. 
Elle a commencé avec Eastern Models à Varsovie puis s'est déplacée vers Paris et finalement apparaît aux États-Unis. Elle a fait la couverture des éditions française et australienne de Marie Claire, Glamour, ou encore de l'édition internationale[Quoi ?] de Cosmopolitan, Vogue et Elle.  
Comme mannequin, elle a prêté son image à des compagnies comme Bill Blass, Christian Lacroix, Comme des Garçons, Givenchy, Dior, Guy Laroche, Marithé et François Girbaud, Valentino ou d'autres.

## Défilés

### 1994
- Printemps-été : Yves Saint Laurent

### 1995
- Automne-hiver : 
  - Haute Couture : Oscar de la Renta
  - Prêt-à-porter : Lanvin, Yves Saint Laurent
- Printemps-été : Yves Saint Laurent

### 1996
- Automne-hiver :
  - Haute Couture : Givenchy
  - Prêt-à-porter : Anna Sui, Anne Klein, Bill Blass, Byblos, Christian Lacroix, Donna Karan, Ellen Tracy, Emporio Armani, Genny, Giorgio Armani, Michael Kors, Nicole Miller, Salvatore Ferragamo, Sportmax, Trussardi
- Printemps-été : Prêt-à-porter : Anna Sui, Bill Blass, Byblos, Christian Lacroix, Ellen Tracy, Emporio Armani, Genny, Givenchy, Hervé Léger, Lanvin, Missoni, Nicole Miller, Salvatore Ferragamo, Sonia Rykiel

### 1997
- Automne-hiver
  - Prêt-à-porter : Balenciaga, Bill Blass, Christian Dior, Ellen Tracy, Emanuel Ungaro, Erreuno, Guy Laroche, John Galliano, Krizia, Lanvin, Les Copains, Marcel Marongiu, Marithé + François Girbaud, Ocimar Versolato, Rifat Ozbek, Salvatore Ferragamo, Sportmax
- Printemps-été
  - Prêt-à-porter : Bill Blass, Christian Lacroix, Ellen Tracy, Emanuel Ungaro, Erreuno, John Galliano, Krizia, Lanvin, Les Copains, Nicole Miller, Ocimar Versolato, Oscar de la Renta, Salvatore Ferragamo, Sportmax

### 1998
- Printemps-été
  - Haute couture : Chanel, Emanuel Ungaro, Valentino
  - Prêt-à-porter : Bill Blass, Lainey Keogh

### 2000
- Wonderbra "Three Degrees of Wonder"